# Хулијан Алварез
Хулијан Алварез (шп. Julián Álvarez; Калчин, 31. јануар 2000) професионални је аргентински фудбалер који игра на позицији нападача у шпанској лиги за Атлетико Мадрид, као и за репрезентацију Аргентине.

## Успеси

### Ривер Плејт
- Првенство Аргентине (1) : 2021.
- Куп Аргентине (1) : 2018/19.
- Суперкуп Аргентине (1) : 2019.
- Трофеј шампиона Аргентине (1) : 2021.
- Копа либертадорес (1) : 2018.
- Рекопа Судамерикана (1) : 2019.

### Манчестер сити
- Премијер лига (2) : 2022/23, 2023/24.
- ФА куп (1) : 2022/23.
- УЕФА Лига шампиона (1) : 2022/23.
- УЕФА суперкуп (1) : 2023.
- Светско клупско првенство (1) : 2023.

### Аргентина до 23
- КОНМЕБОЛ предолимпијски турнир (1) : 2020.

### Аргентина
- Светско првенство (1) : 2022.
- Копа Америка (2) : 2021, 2024.
- Куп шампиона КОНМЕБОЛ—УЕФА (1) : 2022.

### Индивидуална признања
- Првенство Јужне Америке до 20 (1) : најбољи тим турнира 2019.
- Најбољи стрелац првенства Аргентине (1) : 2021.
- Најбољи играч Јужне Америке (1) : 2021.